# Catedral basílica de la Asunción de la Virgen María (Płock)
La Catedral Basílica de la Asunción de la Virgen María o simplemente Catedral de Płock (en polaco: Bazylika katedralna Najświętszej NMP Czczonej w Tajemnicy Wniebowzięcia) es la catedral católica de la ciudad de Płock, Polonia y la sede de la diócesis de Płock.
La diócesis de Płock fue fundada aproximadamente en el 1075 y la primera referencia concreta a la catedral es de 1102, cuando fue sepultado el Duque de Polonia Władysław Herman. La actual catedral románica fue construida por el príncipe Boleslao III y el obispo Aleksander de Malonne, el trabajo comenzó en 1136 y finalizó en 1144, el año de la consagración de la iglesia, dedicada a la Virgen María.
Después de un gran incendio en 1530, el edificio fue reconstruido por el obispo Andrzej Krzycki como una nueva iglesia de estilo renacentista (1531-1535), bajo la supervisión de los arquitectos Bernardino de Gianotis de Roma, Giovanni Cini de Siena y Filippo da Fiesole.
El edificio fue restaurado en 1903. 

## Véase también

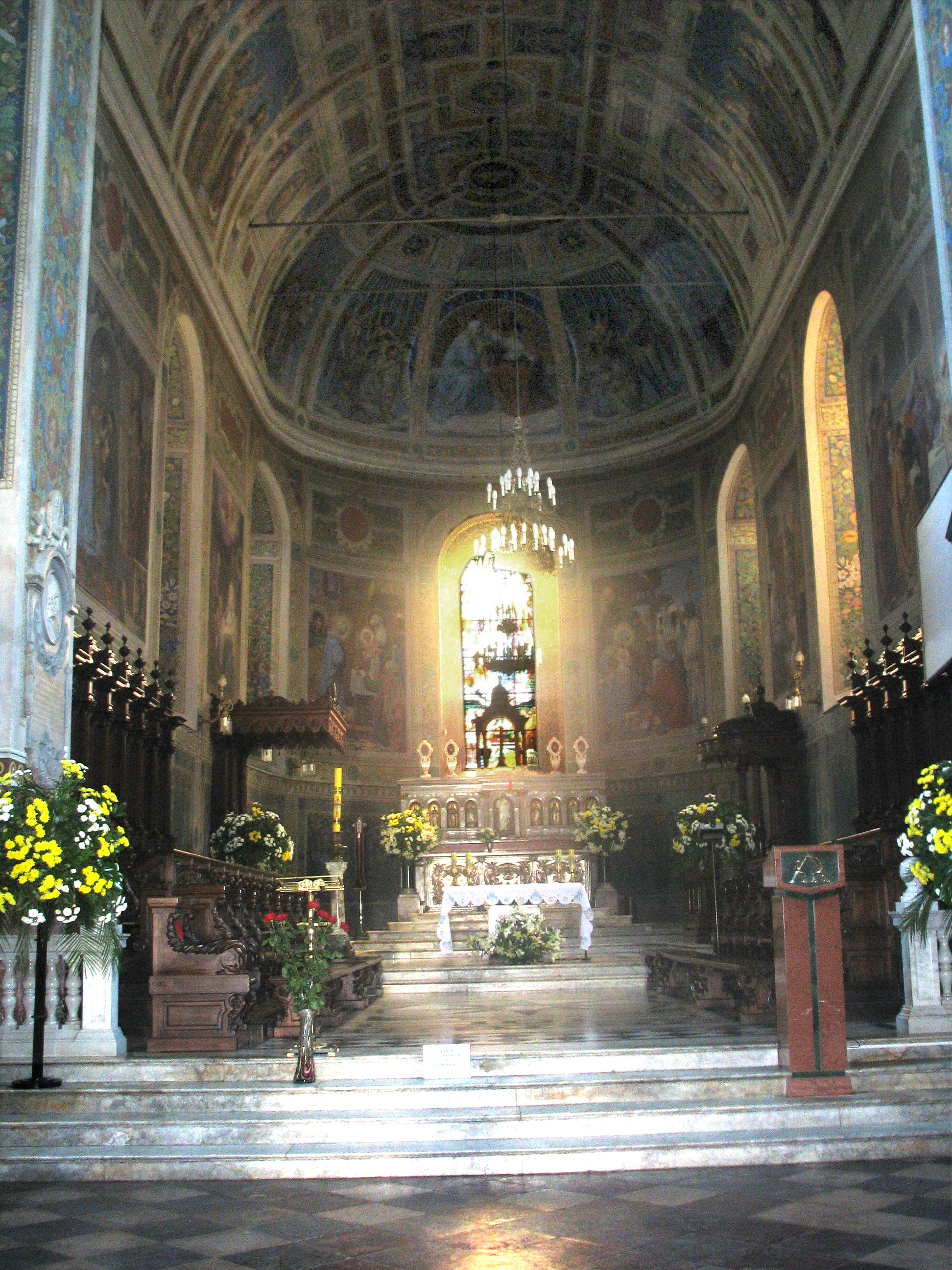
Vista interna